# Kobi Shabtai
Yaakov "Kobi" Shabtai (em hebraico:  יעקב (קובי) שבתאי; Ascalão, 11 de novembro de 1964) é um militar israelense e oficial de polícia que atuou como o 19º Comissário da Polícia de Israel de janeiro de 2021 até julho de 2024. Antes disso, serviu como Comandante da Polícia de Fronteira.

## Biografia
Kobi Shabtai nasceu em 11 de novembro de 1964, em Ascalão, Israel, filho de imigrantes judeus iraquianos. É casado e tem três filhas, incluindo uma que atua como policial patrulheira na polícia e outra que se alistou na Polícia de Fronteira de Israel para o serviço nacional.

## Carreira
Shabtai se alistou no 202º Batalhão da Brigada de Paraquedistas em 1982. Foi dispensado em 1987 no final de seu serviço com o posto de 'Seren' (Capitão).
Shabtai ingressou na Polícia de Fronteira de Israel em 1991.
Em julho de 2020, Shabtai foi diagnosticado com COVID-19.

### Comissário da Polícia de Israel
Shabtai foi nomeado Comissário da Polícia de Israel em 17 de janeiro de 2021, sucedendo a Motti Cohen.
Em 25 de abril de 2021, Shabtai ordenou a remoção de barricadas que impediam o acesso ao Portão de Damasco em Jerusalém Oriental após protestos violentos.
Após o esmagamento da multidão no Monte Meron em 2021, Shabtai afirmou que não permitiria que a polícia fosse usada como bode expiatório pelo incidente.
Em uma gravação vazada de uma conversa com o Ministro de Segurança Nacional Itamar Ben-Gvir, Shabtai disse: "Não há nada que possamos fazer. Eles se matam. É da natureza deles. Essa é a mentalidade dos árabes", resultando em políticos árabes israelenses pedindo sua demissão devido ao antiarabismo.